# Assume Form
Assume Form is het vierde studioalbum van de Britse singer-songwriter en producer James Blake, dat werd uitgebracht op 18 januari 2019 bij Polydor.

## Tracklist
| 1.                 | Assume Form                   | James Blake                                       | James Blake, Dominic Maker            | 4:49 |
| 2.                 | Mile High                     | Blake, Leland Wayne, Jacques Webster              | Blake, Metro Boomin, Dre Moon, Wavey  | 3:13 |
| 3.                 | Tell Them                     | Blake, Moses Sumney, Wayne, Allen Ritter          | Blake, Metro Boomin, Ritter, Dre Moon | 3:28 |
| 4.                 | Into the Red                  | Blake                                             | Blake, Maker                          | 4:17 |
| 5.                 | Barefoot in the Park          | Blake, Rosalía Vila Tobella, Paco Ortega          | Blake, Maker                          | 3:31 |
| 6.                 | Can't Believe the Way We Flow | Blake, Roger Joyce, Victoria Pike, Teddy Randazzo | Blake, Maker                          | 4:27 |
| 7.                 | Are You in Love?              | Blake                                             | Blake                                 | 3:17 |
| 8.                 | Where's the Catch?            | Blake, André Benjamin                             | Blake                                 | 4:36 |
| 9.                 | I'll Come Too                 | Blake, Bruno Nicolai                              | Blake, Maker                          | 3:42 |
| 10.                | Power On                      | Blake                                             | Blake, Maker                          | 4:06 |
| 11.                | Don't Miss It                 | Blake                                             | Blake, Maker                          | 4:59 |
| 12.                | Lullaby for My Insomniac      | Blake                                             | Blake                                 | 3:43 |
| Totale duur: 48:08 |                               |                                                   |                                       |      |

## Medewerkers
Muzikanten
- James Blake – zang, piano, keyboard
- Travis Scott – zang (nummer 2)
- Moses Sumney – zang (nummer 3)
- Rosalía – zang (nummer 5)
- André 3000 – zang (nummer 8)
- Metro Boomin – productie (nummer 2 en 3)

## Hitnoteringen

### NederlandseAlbum Top 100
| Hitnotering: 26-01-2019 t/m 23-02-2019 | Hitnotering: 26-01-2019 t/m 23-02-2019 | Hitnotering: 26-01-2019 t/m 23-02-2019 | Hitnotering: 26-01-2019 t/m 23-02-2019 | Hitnotering: 26-01-2019 t/m 23-02-2019 | Hitnotering: 26-01-2019 t/m 23-02-2019 | Hitnotering: 26-01-2019 t/m 23-02-2019 |
| Week:                                  | 1                                      | 2                                      | 3                                      | 4                                      | 5                                      |                                        |
| -------------------------------------- | -------------------------------------- | -------------------------------------- | -------------------------------------- | -------------------------------------- | -------------------------------------- | -------------------------------------- |
| Positie:                               | 17                                     | 38                                     | 54                                     | 64                                     | 87                                     | uit                                    |

### VlaamseUltratop 200Albums
| Hitnotering: 26-01-2019 t/m heden | Hitnotering: 26-01-2019 t/m heden | Hitnotering: 26-01-2019 t/m heden | Hitnotering: 26-01-2019 t/m heden | Hitnotering: 26-01-2019 t/m heden | Hitnotering: 26-01-2019 t/m heden | Hitnotering: 26-01-2019 t/m heden |
| Week:                             | 1                                 | 2                                 | 3                                 | 4                                 | 5                                 | 6                                 |
| --------------------------------- | --------------------------------- | --------------------------------- | --------------------------------- | --------------------------------- | --------------------------------- | --------------------------------- |
| Positie:                          | 4                                 | 11                                | 17                                | 31                                | 47                                | 42                                |